# ATP de Newport
O ATP de Newport – ou Infosys Hall of Fame Open, na última edição – foi um torneio de tênis profissional masculino, de nível ATP 250.
Realizado em Newport, no estado norte-americano de Rhode Island, estreou em 1976 e durou quase cinco décadas. Os jogos eram disputados em quadras de grama durante o mês de julho.

## Finais

### Simples
| Ano                                                         | Campeão            | Vice-campeão        | Resultado          |
| ----------------------------------------------------------- | ------------------ | ------------------- | ------------------ |
| 2024                                                        | Marcos Giron       | Alex Michelsen      | 46–7, 6–3, 7–5     |
| 2023                                                        | Adrian Mannarino   | Alex Michelsen      | 6–2, 6–4           |
| 2022                                                        | Maxime Cressy      | Alexander Bublik    | 2–6, 6–3, 7–63     |
| 2021                                                        | Kevin Anderson     | Jenson Brooksby     | 7–68, 6–4          |
| Torneio não realizado em 2020 devido à pandemia de COVID-19 |                    |                     |                    |
| 2019                                                        | John Isner         | Alexander Bublik    | 7–62, 6–3          |
| 2018                                                        | Steve Johnson      | Ramkumar Ramanathan | 7–5, 3–6, 6–2      |
| 2017                                                        | John Isner         | Matthew Ebden       | 6–3, 7–64          |
| 2016                                                        | Ivo Karlović       | Gilles Müller       | 26–7, 7–65, 7–612  |
| 2015                                                        | Rajeev Ram         | Ivo Karlović        | 7–65, 5–7, 7–62    |
| 2014                                                        | Lleyton Hewitt     | Ivo Karlović        | 6–3, 46–7, 7–63    |
| 2013                                                        | Nicolas Mahut      | Lleyton Hewitt      | 5–7, 7–5, 6–3      |
| 2012                                                        | John Isner         | Lleyton Hewitt      | 7–61, 6–4          |
| 2011                                                        | John Isner         | Olivier Rochus      | 6–3, 7–66          |
| 2010                                                        | Mardy Fish         | Olivier Rochus      | 5–7, 6–3, 6–4      |
| 2009                                                        | Rajeev Ram         | Sam Querrey         | 36–7, 7–5, 6–3     |
| 2008                                                        | Fabrice Santoro    | Prakash Amritraj    | 6–3, 7–5           |
| 2007                                                        | Fabrice Santoro    | Nicolas Mahut       | 6–4, 6–4           |
| 2006                                                        | Mark Philippoussis | Justin Gimelstob    | 6–3, 7–5           |
| 2005                                                        | Greg Rusedski      | Vince Spadea        | 7–63, 2–6, 6–4     |
| 2004                                                        | Greg Rusedski      | Alexander Popp      | 7–65, 7–62         |
| 2003                                                        | Robby Ginepri      | Jürgen Melzer       | 6–4, 36–7, 6–1     |
| 2002                                                        | Taylor Dent        | James Blake         | 6–1, 4–6, 6–4      |
| 2001                                                        | Neville Godwin     | Martin Lee          | 6–1, 6–4           |
| 2000                                                        | Peter Wessels      | Jens Knippschild    | 7–63, 6–3          |
| 1999                                                        | Chris Woodruff     | Kenneth Carlsen     | 56–7, 6–4, 6–4     |
| 1998                                                        | Leander Paes       | Neville Godwin      | 6–3, 6–2           |
| 1997                                                        | Sargis Sargsian    | Brett Steven        | 7–60, 4–6, 7–5     |
| 1996                                                        | Nicolás Pereira    | Grant Stafford      | 4–6, 6–4, 6–4      |
| 1995                                                        | David Prinosil     | David Wheaton       | 7–63, 5–7, 6–2     |
| 1994                                                        | David Wheaton      | Todd Woodbridge     | 6–4, 3–6, 7–65     |
| 1993                                                        | Greg Rusedski      | Javier Frana        | 7–5, 76–7, 7–65    |
| 1992                                                        | Bryan Shelton      | Alex Antonitsch     | 6–4, 6–4           |
| 1991                                                        | Bryan Shelton      | Javier Frana        | 3–6, 6–4, 6–4      |
| 1990                                                        | Pieter Aldrich     | Darren Cahill       | 7–6, 1–6, 6–1      |
| 1989                                                        | Jim Pugh           | Peter Lundgren      | 6–4, 4–6, 6–2      |
| 1988                                                        | Wally Masur        | Brad Drewett        | 6–2, 6–1           |
| 1987                                                        | Dan Goldie         | Sammy Giammalva     | 6–7, 6–4, 6–4      |
| 1986                                                        | Bill Scanlon       | Tim Wilkison        | 7–5, 6–4           |
| 1985                                                        | Tom Gullikson      | John Sadri          | 6–3, 7–5           |
| 1984                                                        | Vijay Amritraj     | Tim Mayotte         | 3–6, 6–4, 6–4      |
| 1983                                                        | John Fitzgerald    | Scott Davis         | 2–6, 6–1, 6–3      |
| 1982                                                        | Hank Pfister       | Mike Estep          | 6–1, 7–5           |
| 1981                                                        | Johan Kriek        | Hank Pfister        | 3–6, 6–3, 7–5      |
| 1980                                                        | Vijay Amritraj     | Andrew Pattison     | 6–1, 5–7, 6–3      |
| 1979                                                        | Brian Teacher      | Stan Smith          | 1–6, 6–3, 6–4      |
| 1978                                                        | Bernard Mitton     | John James          | 6–1, 3–6, 7–6      |
| 1977                                                        | Tim Gullikson      | Hank Pfister        | 6–4, 6–4, 5–7, 6–2 |
| 1976                                                        | Vijay Amritraj     | Brian Teacher       | 6–3, 4–6, 6–3, 6–1 |

### Duplas
| Ano                                                         | Campeões                             | Vice-campeões                             | Resultado           |
| ----------------------------------------------------------- | ------------------------------------ | ----------------------------------------- | ------------------- |
| 2024                                                        | André Göransson Sem Verbeek          | Julian Cash James Tracy                   | 6–3, 6–4            |
| 2023                                                        | Nathaniel Lammons Jackson Withrow    | William Blumberg Max Purcell              | 6–3, 5–7, [10–5]    |
| 2022                                                        | William Blumberg Steve Johnson       | Raven Klaasen Marcelo Melo                | 6–4, 7–5            |
| 2021                                                        | William Blumberg Jack Sock           | Austin Krajicek Vasek Pospisil            | 6–2, 7–63           |
| Torneio não realizado em 2020 devido à pandemia de COVID-19 |                                      |                                           |                     |
| 2019                                                        | Marcel Granollers Sergiy Stakhovsky  | Marcelo Arévalo Miguel Ángel Reyes-Varela | 106–7, 6–4, [13–11] |
| 2018                                                        | Jonathan Erlich Artem Sitak          | Marcelo Arévalo Miguel Ángel Reyes-Varela | 6–1, 6–2            |
| 2017                                                        | Aisam-ul-Haq Qureshi Rajeev Ram      | Matt Reid John-Patrick Smith              | 6–4, 4–6, [10–7]    |
| 2016                                                        | Sam Groth Chris Guccione             | Jonathan Marray Adil Shamasdin            | 6–4, 6–3            |
| 2015                                                        | Jonathan Marray Aisam-ul-Haq Qureshi | Nicholas Monroe Mate Pavić                | 4–6, 6–3, [10–8]    |
| 2014                                                        | Chris Guccione Lleyton Hewitt        | Jonathan Erlich Rajeev Ram                | 7–5, 6–4            |
| 2013                                                        | Nicolas Mahut Édouard Roger-Vasselin | Tim Smyczek Rhyne Williams                | 46–7, 6–2, [10–5]   |
| 2012                                                        | Santiago González Scott Lipsky       | Colin Fleming Ross Hutchins               | 7–63, 6–3           |
| 2011                                                        | Matthew Ebden Ryan Harrison          | Johan Brunström Adil Shamasdin            | 4–6, 6–3, [10–5]    |
| 2010                                                        | Carsten Ball Chris Guccione          | Santiago González Travis Rettenmaier      | 6–3, 6–4            |
| 2009                                                        | Jordan Kerr Rajeev Ram               | Michael Kohlmann Rogier Wassen            | 66–7, 7–67, [10–6]  |
| 2008                                                        | Mardy Fish John Isner                | Rohan Bopanna Aisam-ul-Haq Qureshi        | 6–4, 7–61           |
| 2007                                                        | Jordan Kerr Jim Thomas               | Nathan Healey Igor Kunitsyn               | 6–3, 7–5            |
| 2006                                                        | Robert Kendrick Jürgen Melzer        | Jeff Coetzee Justin Gimelstob             | 7–63, 6–0           |
| 2005                                                        | Jordan Kerr Jim Thomas               | Graydon Oliver Travis Parrott             | 7–65, 7–65          |
| 2004                                                        | Jordan Kerr Jim Thomas               | Grégory Carraz Nicolas Mahut              | 6–3, 56–7, 6–3      |
| 2003                                                        | Jordan Kerr David Macpherson         | Julian Knowle Jürgen Melzer               | 7–64, 6–3           |
| 2002                                                        | Bob Bryan Mike Bryan                 | Jürgen Melzer Alexander Popp              | 7–5, 6–3            |
| 2001                                                        | Bob Bryan Mike Bryan                 | André Sá Glenn Weiner                     | 6–3, 7–5            |
| 2000                                                        | Jonathan Erlich Harel Levy           | Kyle Spencer Mitch Sprengelmeyer          | 7–62, 7–5           |
| 1999                                                        | Wayne Arthurs Leander Paes           | Sargis Sargsian Chris Woodruff            | 6–7, 7–6, 6–3       |
| 1998                                                        | Doug Flach Sandon Stolle             | Scott Draper Jason Stoltenberg            | 6–2, 4–6, 7–6       |
| 1997                                                        | Justin Gimelstob Brett Steven        | Kent Kinnear Aleksandar Kitinov           | 6–3, 6–4            |
| 1996                                                        | Marius Barnard Piet Norval           | Paul Kilderry Michael Tebbutt             | 6–7, 6–4, 6–4       |
| 1995                                                        | Joern Renzenbrink Markus Zoecke      | Paul Kilderry Nuno Marques                | 6–1, 6–2            |
| 1994                                                        | Alex Antonitsch Greg Rusedski        | Kent Kinnear David Wheaton                | 6–4, 3–6, 6–4       |
| 1993                                                        | Javier Frana Christo van Rensburg    | Byron Black Jim Pugh                      | 4–6, 6–1, 7–6       |
| 1992                                                        | Royce Deppe David Rikl               | Paul Annacone David Wheaton               | 6–4, 6–4            |
| 1991                                                        | Gianluca Pozzi Brett Steven          | Javier Frana Bruce Steel                  | 6–4, 6–4            |
| 1990                                                        | Darren Cahill Mark Kratzmann         | Todd Nelson Bryan Shelton                 | 7–6, 6–2            |
| 1989                                                        | Patrick Galbraith Brian Garrow       | Neil Broad Stefan Kruger                  | 2–6, 7–5, 6–3       |
| 1988                                                        | Kelly Jones Peter Lundgren           | Scott Davis Dan Goldie                    | 6–3, 7–6            |
| 1987                                                        | Dan Goldie Larry Scott               | Chip Hooper Mike Leach                    | 1–6, 6–3, 7–5       |
| 1986                                                        | Vijay Amritraj Tim Wilkison          | Eddie Edwards Francisco González          | 4–6, 7–5, 7–6       |
| 1985                                                        | Peter Doohan Sammy Giammalva         | Paul Annacone Christo Van Rensburg        | 6–1, 6–3            |
| 1984                                                        | David Graham Laurie Warder           | Ken Flach Robert Seguso                   | 6–4, 7–6            |
| 1983                                                        | Vijay Amritraj John Fitzgerald       | Tim Gullikson Tom Gullikson               | 6–3, 6–4            |
| 1982                                                        | Andy Andrews John Sadri              | Syd Ball Rod Frawley                      | 3–6, 7–6, 7–5       |
| 1981                                                        | Brad Drewett Erik Van Dillen         | Kevin Curren Billy Martin                 | 6–2, 6–4            |
| 1980                                                        | Andrew Pattison Butch Walts          | Fritz Buehning Peter Rennert              | 7–6, 6–4            |
| 1979                                                        | Robert Lutz Stan Smith               | John James Chris Kachel                   | 6–4, 7–6            |
| 1978                                                        | Tim Gullikson Tom Gullikson          | Colin Dibley Bob Giltinan                 | 6–4, 6–4            |
| 1977                                                        | Ismail El Shafei Brian Fairlie       | Tim Gullikson Tom Gullikson               | 6–7, 6–3, 7–6       |
| Torneio de duplas não realizado em 1976                     |                                      |                                           |                     |